# Volkswille (KPÖ)

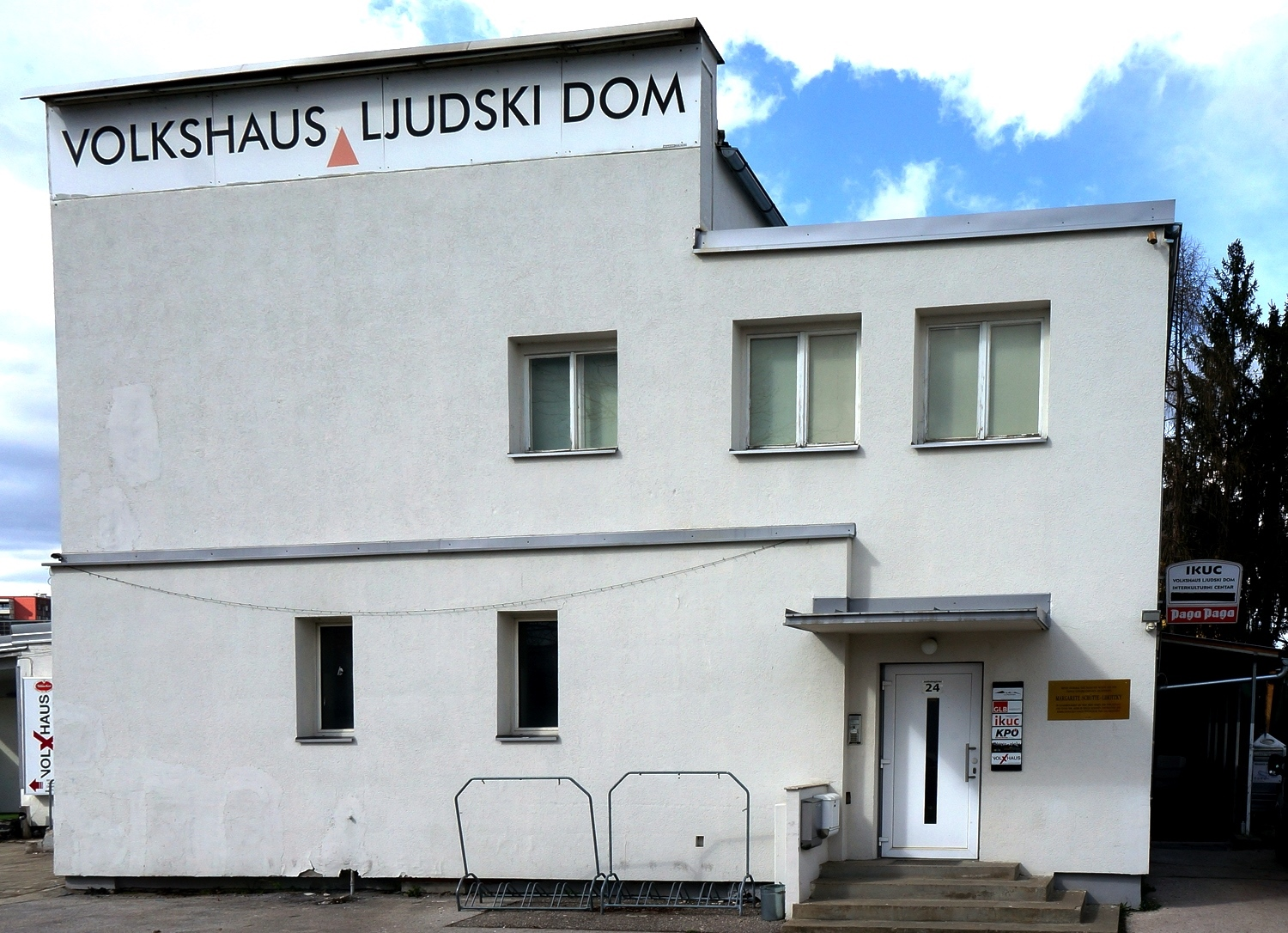
Druckerei Volkswille im Volxhaus (Margarete Schütte-Lihotzky)

Der Volkswille war eine Parteizeitung der KPÖ in Kärnten, die von 1945 bis 1989 bestand.

## Geschichte
Der Volkswille erschien erstmals am 30. Oktober 1945 als Wochenzeitung. Ab 5. Jänner 1946 wurde die Zeitung zwei Mal, ab 2. Februar 1946 drei Mal wöchentlich veröffentlicht. Ab 3. November 1946 erschien der Volkswille als Tageszeitung. Zur selben Zeit verlegte sich der Druck von der Druckerei Stadler in Villach zum neu gegründeten Kärntner Volksverlag in die Innenstadt von Klagenfurt. Die redaktionelle Leitung übernahmen Simon Kompein, Josef Nischelwitzer, Loisi Turko und Hans Kalt.
1949 wurde am Südbahngürtel in Klagenfurt nach Plänen von Margarete Schütte-Lihotzky ein Verlags- und Druckereigebäude errichtet, das heutige Volxhaus. Da der Volkswille aber schnell sinkende Abonnements- und Verkaufszahlen verzeichnete, wurde der Druck in Klagenfurt bald eingestellt: ab 1. Mai 1952 erschien der Volkswille als Mantelblatt der Volksstimme in Graz, ab Februar 1971 verlagerte sich der Druck in die Großdruckerei des Globus-Verlages in Wien. 1994 wurde das Volkswille-Haus wegen seiner geschichtlichen und kulturellen Bedeutung unter Denkmalschutz gestellt.
Mit der Volksstimme wurde 1990 auch der Volkswille eingestellt.

## Mitarbeiter
- Hans Kalt[5]
- Johann Kazianka
- Josef Tschofenig[6]